# Бесконкурентный антагонист
Термин «бесконкурентные антагонисты» (uncompetitive antagonist) отличается по значению от термина «неконкурентные антагонисты» (non-competitive antagonist). Этот термин применяется по отношению к антагонистам, которые сами по себе не связываются с неактивной формой рецептора (то есть в отсутствие связывания агониста с рецептором), однако способны связываться с активной (активированной предварительным связыванием агониста) формой рецептора в специфическом аллостерическом участком связывания лиганда с рецептором (другом, не том, с которым связывается агонист), эффективно предотвращая тем самым активацию рецептора агонистом и его переход в активную конфигурацию (или, вернее, снижая вероятность такого перехода под влиянием уже связавшегося агониста). То есть такие бесконкурентные антагонисты для своего связывания с рецептором требуют предварительной активации рецептора агонистом. Бесконкурентный тип антагонизма даёт характерный «парадоксальный» (противоречащий привычной логике рецептор-лигандных взаимодействий) кинетический профиль, в котором явление выглядит так, что «одно и то же количество бесконкурентного антагониста эффективнее блокирует рецепторную активацию при более высокой концентрации агониста, чем при более низких концентрациях». Одним из примеров такого бесконкурентного антагонизма является мемантин, лекарство, применяемое в лечении болезни Альцгеймера — он является бесконкурентным антагонистом NMDA-рецепторов. Важным преимуществом такого подхода является то, что этот механизм обеспечивает не простую «блокаду» тех или иных физиологических функций, обеспечиваемых агонистом, а тонкую регуляцию — при меньшей концентрации физиологического агониста происходит меньшая блокада бесконкурентным антагонистом (так как меньше активированных рецепторов), при более высокой концентрации физиологического агониста то же количество, та же доза бесконкурентного антагониста обеспечивает более высокую степень блокады, эффективно ограничивая её сверху, но не мешая некоему базовому низкому уровню активации. Это обеспечивает меньшее количество и другой спектр побочных эффектов мемантина по сравнению с такими «традиционными» NMDA-антагонистами, как кетамин, и другую сферу применения мемантина.